# Lopeník
Lopeník (deutsch Lopenik) ist eine Gemeinde im Okres Uherské Hradiště in Tschechien. Sie liegt 15 km südöstlich von Uherský Brod in den Weißen Karpaten und gehört zur Region Zlínský kraj.

## Geographie
Die von bewaldeten Bergen umgebene Streusiedlung befindet sich nördlich der Grenze zur Slowakei im Tal des Hrubár. Südlich erheben sich der Malý Lopeník (881 m) und der dahinter liegende Velký Lopeník (911 m).
Nachbarorte sind Bystřice pod Lopeníkem im Norden, Vápenice im Nordosten, Vyškovec und Výškovecké Bošáčky im Südosten, Březová im Südwesten sowie Suchá Loz im Nordwesten.

## Geschichte
Lopeník entstand 1791 durch Errichtung einzelner Hütten im Zuge der Waldrodung. Die Bewohner des abgelegenen Ortes lebten von der Viehwirtschaft und der Holzfällerei sowie der Herstellung von Werkzeugen und Kunstgegenständen aus Holz. Teilweise verdienten sie sich ihren Lebensunterhalt auch in der Fremde. Im 20. Jahrhundert begann die touristische Erschließung der Gegend.

## Sehenswürdigkeiten
- Glockenturm
- Naturlehrpfad
- Aussichtsturm auf dem Velký Lopeník
- Denkmal für die Opfer des Zweiten Weltkrieges